# Šehovci (Sanski Most)
Pour les articles homonymes, voir Šehovci.
Šehovci (en cyrillique : Шеховци) est un village de Bosnie-Herzégovine. Il est situé dans la municipalité de Sanski Most, dans le canton d'Una-Sana et dans la fédération de Bosnie-et-Herzégovine. Selon les premiers résultats du recensement bosnien de 2013, il compte 920 habitants.

## Géographie
Le village est situé au bord de la rivière Sana.

## Démographie

### Évolution historique de la population dans la localité
| 1948 | 1953 | 1961 | 1971 | 1981 | 1991 | 2013 |
| ---- | ---- | ---- | ---- | ---- | ---- | ---- |
| -    | -    | 700  | 833  | 921  | 960  | 920  |

|  |